# علامة جينية
العلامة الجينية هي جين أو تسلسل للحمض النووي حمض نووي ريبوزي منقوص الأكسجين مع موقع معروف على الكروموسوم يمكن استخدامه لتحديد الأفراد أو الأنواع، يمكن وصفه بأنه اختلاف (قد ينشأ بسبب الطفرة أو التغيير في الموقع الجينوم) الذي يمكن ملاحظته، وقد تكون العلامة الجينية عبارة عن تسلسل حمض نووي ريبوزي منقوص الأكسجين قصير، مثل تسلسل يحيط بتغير زوج أساسي منفرد (تعدد أشكال النوكليوتيدات المفردة، SNP)، أو طويل، مثل السواتل الصغيرة.

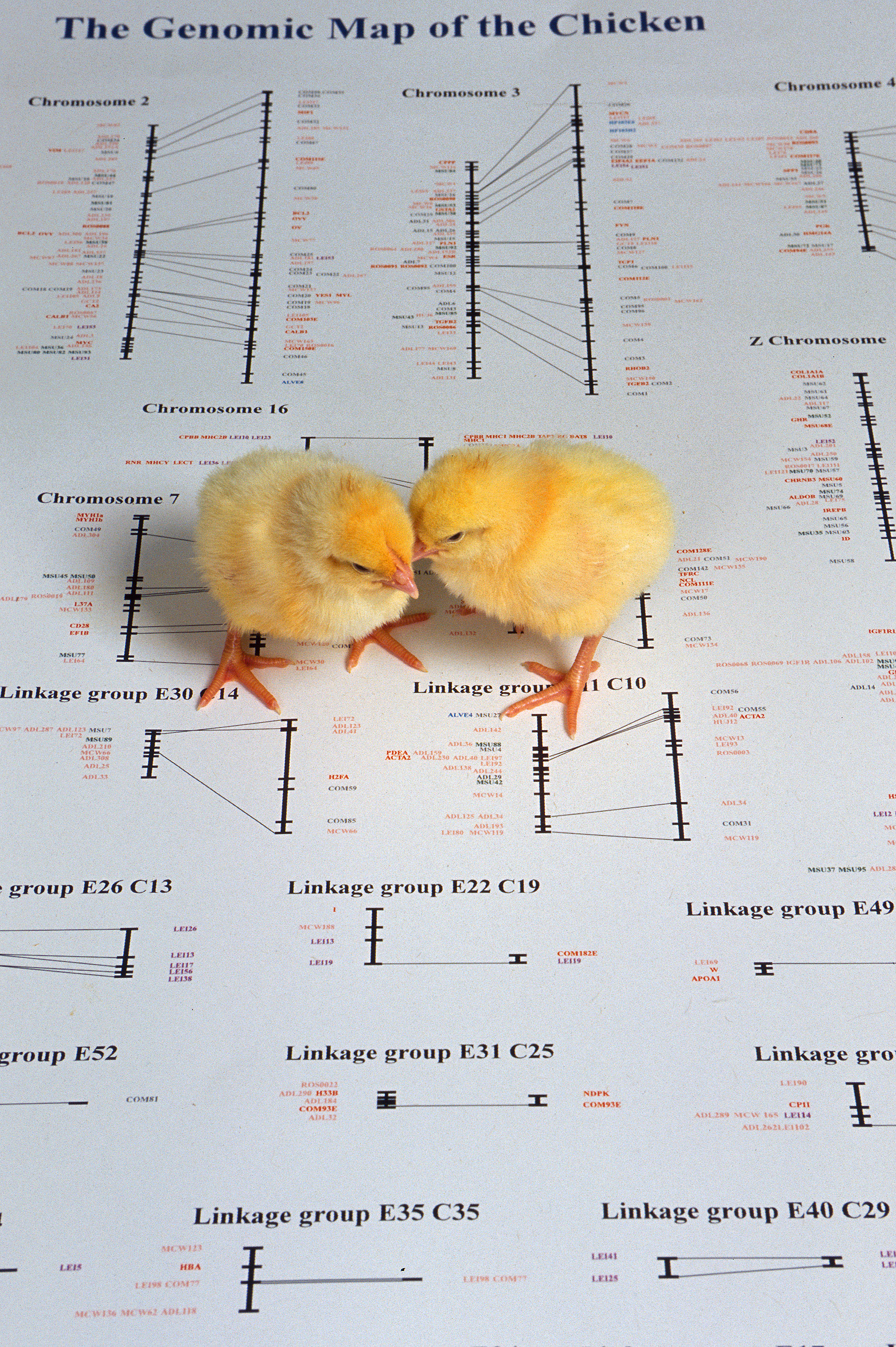
الفراخ فوق صورة لخريطة جينية للدجاج. يحتوي جينوم الدجاج على 39 زوجًا من الكروموسومات ، بينما يحتوي الجينوم البشري على 23 زوجًا

## خلفية
لسنوات عديدة، كان رسم الخرائط الجينية يقتصر على تحديد الكائنات الحية بواسطة علامات النمط الظاهري التقليدية، وشمل ذلك الجينات التي تشفّر بخصائص يمكن ملاحظتها بسهولة مثل أنواع الدم أو أشكال البذور، وقد حد العدد غير الكافي من هذه الأنواع من الخصائص في العديد من الكائنات الحية من جهود رسم الخرائط التي يمكن القيام بها. ودفع ذلك إلى تطوير علامات الجينات التي يمكن أن تحدد الخصائص الجينية التي لا يمكن ملاحظتها بسهولة في الكائنات الحية (مثل اختلاف البروتين).

## أنواع
- بعض أنواع العلامات الجينية شائعة الاستخدام هي:
- RFLP (أو تعدد الأشكال لطول الجزء المقيد)
- SSLP (أو تعدد الأشكال بطول تسلسل بسيط)
- AFLP (أو تعدد الأشكال لطول الجزء المضخم)
- RAPD (أو التضخيم العشوائي للحمض النووي المتعدد الأشكال)
- VNTR (أو تكرار ترادف لرقم متغير)
- تعدد الأشكال SSR للساتل الصغير، (أو تكرار تسلسل بسيط)
- SNP (أو تعدد أشكال النوكليوتيدات المفردة)
- STR (أو تكرار ترادفي قصير)
- SFP (أو تعدد أشكال سمة واحدة)
- DArT (أو تكنولوجيا صفائف التنوع)
- علامات RAD (أو علامات الحمض النووي المرتبطة بموقع التقييد)

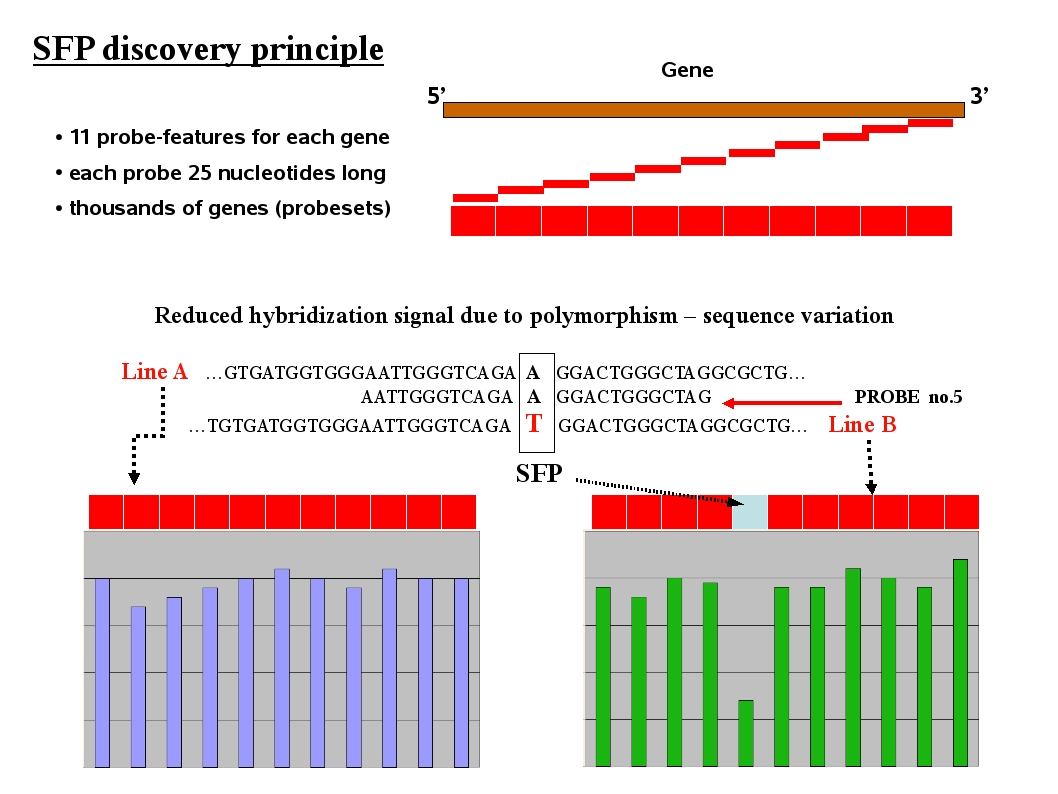
مبدأ اكتشاف SFP لفحص الجينات

يمكن تقسيم العلامات الوراثية الجزيئية إلى فئتين:
1. العلامات البيوكيميائية التي تكشف التباين على مستوى المنتج الجيني مثل التغيرات في البروتينات والأحماض الأمينية.
2. العلامات الجزيئية التي تكشف التباين على مستوى الحمض النووي مثل تغيرات النوكليوتيدات: الحذف، والنسخ، والعكس والإدراج، ويمكن للعلامات أن تظهر نمطين من الوراثة، أي السائد والمتنحي. إذا كان من الممكن تمييز النمط الجيني للزيجوت المتماثلة عن الأنماط الجينية للزيجوت غير المتماثلة، فيتم عندئذٍ أن تكون العلامة سائدة سيادة مشتركة. بشكل عام، تعد العلامات السائدة سيادة مشتركة أكثر إفادة من العلامات السائدة.[2]

## استخدامات
يمكن استخدام العلامات الجينية لدراسة العلاقة بين المرض الموروث وسببه الجيني (على سبيل المثال، طفرة معينة في الجين ينتج عنها بروتين معيب)، ومن المعروف أن قطع الحمض النووي التي تقع بالقرب من بعضها البعض على الكروموسوم تميل إلى الوراثة معًا. وتتيح هذه الخاصية استخدام علامة، والتي يمكن استخدامها بعد ذلك لتحديد نمط الوراثة الدقيق للجين الذي لم يتم تحديد موقعه بالضبط بعد.
يتم استخدام العلامات الجينية في اختبار الحمض النووي لأنساب الجينات لتحديد المسافة الجينية بين الأفراد أو السكان. يتم دراسة العلامات أحادية القطب للوالدين (على الميتوكوندريا أو الحمض النووي للكروموسوم y) لتقييم الأنساب الأمومية والأبوية. يتم استخدام العلامات الجسدية لجميع الأسلاف.
يجب أن تكون العلامات الجينية قابلة للتعريف بسهولة، وترتبط بمكان معين ، ومتعددة الأشكال بشكل كبير، لأن الزيجوت المتماثلة (homozygotes) لا تقدم أي معلومات. يمكن أن يكون الكشف عن العلامة مباشرة عن طريق تسلسل (حمض نووي ريبوزي)، أو غير مباشر باستخدام الألونزيم (allozymes).
بعض الطرق المستخدمة لدراسة الجينوم أو علم الوراثة هي: تعدد الأشكال لطول الجزء المقيد (RFLP)، وتعدد الأشكال لطول الجزء المضخم (AFLP)، والتضخيم العشوائي للحمض النووي المتعدد الأشكال (RAPD)، وتكرار تسلسل بسيط للساتل الصغير (SSR)، يمكن استخدامها لإنشاء خرائط جينية لأي كائن حي تتم دراسته.
كان هناك جدل حول ما هو العامل القابل للانتقال لـ CTVT (ورم تناسلي منتقل). افترض العديد من الباحثين أن الفيروسات مثل الجسيمات مسؤولة عن تحويل الخلية ، بينما يعتقد البعض الآخر أن الخلية نفسها قادرة على إصابة كلاب أخرى كطعم خيالي. بمساعدة العلامات الجينية، تمكن الباحثون من تقديم أدلة قاطعة على أن خلية الورم السرطاني تطورت إلى طفيلي قابل للانتقال. علاوة على ذلك، تم استخدام العلامات الوراثية الجزيئية لحل مشكلة النقل الطبيعي، وسلالة المنشأ (علم الوراثة)، وعمر ورم الكلاب.
كما تم استخدام العلامات الجينية لقياس الاستجابة الجينومية للاختيار في الماشية، فالانتقاء الطبيعي والاصطناعي يؤدي إلى تغيير في التركيب الجيني للخلية. إن وجود الأليلات المختلفة بسبب الفصل المشوه في العلامات الجينية يدل على الفرق بين الماشية المختارة وغير المختارة.

## قراءات إضافية
- de Vicente C، Fulton T (2003). Molecular Marker Learning Modules – Vol. 1. IPGRI, Rome, Italy and Institute for Genetic Diversity, Ithaca, New York, USA.[وصلة مكسورة]
- de Vicente C، Fulton T (2004). Molecular Marker Learning Modules – Vol. 2. IPGRI, Rome, Italy and Institute for Genetic Diversity, Ithaca, New York, USA. مؤرشف من الأصل في 2013-08-14.
- de Vicente C، Glaszmann JC (2006). Molecular Markers for Allele Mining. AMS (Bioversity's Regional Office for the Americas), CIRAD, GCP, IPGRI, M.S. Swaminathan Research Foundation. ص. 85. مؤرشف من الأصل في 2007-12-04. اطلع عليه بتاريخ 2007-12-12.
- Spooner D، van Treuren R، de Vicente MC (2005). Molecular markers for genebank management. CGN, IPGRI, USDA. ص. 126. مؤرشف من الأصل في 2008-05-03. اطلع عليه بتاريخ 2007-12-12.